# إس كلاس (أغنية)
إس كلاس أو الفئة إس (بالإنجليزية: S-Class)‏؛ (هانغل: 특) (تُلفظ " توك"، وتُترجم إلى "مميز") هي أغنية للفرقة الكورية ستراي كيدز، أُصدرت في 2023 ضمن ألبوم خمسة نجوم (بالإنجليزية: 5-Star)‏. كُتبت الأغنية من قِبل أعضاء الفرقة سو تشانغبين، هان جيسونغ ومُنتج الأغنية بانغ كريستوفر تشان. أُصدرت الأغنية في 2 يونيو 2023 بواسطة جي واي بي للترفيه وربيابليك ريكوردز.

## الخلفية والإصدار
تم الإعلان عن ألبوم الاستديو الثالث لستراي كيدز 5-Star من خلال مقطع تشويقي أُصدر في 28 أبريل 2023. وتم الكشف عن قائمة أغاني الألبوم بعدها بيومين والتي تضمنت 12 أغنية جديدة ومن ضمنها إس كلاس كالأغنية الرئيسية للألبوم. وُصفت الأغنية بأنها "تجسد حداثة ستراي كيدز" وأنها "تفيض بالثقة بالنفس". وفي مقابلة مع مجلة إسكواير كوريا، وصفَ عضو الفرقة هيونجين الأغنية بأنها ذات "شعور فريد ومميز تبرع فرقة ستراي كيدز فيه". 

## الموسيقى والكلمات
"إس كلاس" هي أغنية هيب هوب بشكل أساسي مع سمات من البوم باب، الأولد-سكول هيب هوب والبوب. كُتبت الأغنية بواسطة فريق الإنتاج المدعوّ "ثري راتشا" (بالإنجليزية: 3Racha)‏ المكوّن من أعضاء الفرقة بانغ تشان، تشانغبين وهان. في مقابلة مع ديسباتش، تكلم تشانغبين وهان عن الأغنية قائلين "يوجد العديد من الأنواع الموسيقية، لكن من الصعب اختيار صنف واحد فقط. مع ذلك، أليست إس كلاس نوعاً موسيقياً فريداً خاص بستراي كيدز؟ النوع الموسيقي هنا هو ستراي كيدز".
يُلاحظ في الأغنية تغيّر الإيقاع والآلات عدة مرّات، علي سبيل المثال، في القسم الثاني من الأغنية، الإيقاع واللحن يتغير فجأة إلى توزيع موسيقي شبيه بموسيقى الهيب هوب في التسعينات. 
الأغنية تُعبّر عن ثقة ستراي كيدز بأنفسهم وتتكلم عن تميزهم وانفرادهم، وتعبّر عن كونهم "الأكثر غرابةً بين الغير عاديين، والأكثر تألقاً بين المتميزين" كما يشبّهون أنفسهم "بالنجم الأكثر لمعاناً في السماء".
يحتفي أعضاء ستراي كيدز بمسقط رأسهم في الأغنية كما يتفاخرون بتميزهم، حيث يفتتح تشانغبين الأغنية قائلاً:
| إس كلاس (أغنية) | هذه هي مدينة سول - العديد من المعجزات تحققت هنا - ويسطع نجمٌ مميز بين النجوم المخفية | إس كلاس (أغنية) |

وصفت مجلة NME الأغنية بأنها "خليط من العناصرالتي قد تبدو متنافرة في الوهلة الأولى، ولكنها صُهرت معاً بواسطة قدرات ثلاثيّ 3Racha الإنتاجية البارعة" وأن الأغنية مزيج من "الراب الصاخب، البيس الإيقاعي، الموسيقى الإلكترونية الجذابة، هيب هوب التسعينات، البوب المتألق وموسيقى النوادي الخام". مجلة نايلون وصفت تجربة الاستماع للأغنية بأنها "كأنك تستمع لثلاث أغنيات مختلفة مرةً واحدة. وبطريقة جيدة" 

## الفيديو الموسيقي
تم إصدار الفيديو الموسيقي لإس كلاس تزامناً مع إصدار الأغنية في 2 يونيو 2023 وتم إخراج الفيديو بواسطة بانغ جاي يوب. وُصف الفيديو الموسيقي على أنه "فيلم بلوك باستر" وأنه ذو ميزانية عالية جداً مقارنة بفيديوهاتهم السابقة. تم تصوير أجزاء من الفيديو على محطة في نهر الهان، كما احتوى الفيديو على عناصر و"إيستر إيغز" من فيديوهاتهم السابقة. 
حقق الفيديو الموسيقي لإس كلاس 200 مليون مشاهدة على يوتيوب في 2 يونيو 2024. 

## الجوائز
| السنة | الحفل                           | الجائزة                    | فوز | المصدر        |
| ----- | ------------------------------- | -------------------------- | --- | ------------- |
| 2023  | جوائز موسيقى البوب الآسيوية     | أفضل فيديو موسيقي          |     | [ 17 ] [ 18 ] |
| 2023  | جوائز موسيقى البوب الآسيوية     | أفضل توزيع موسيقي          |     | [ 17 ] [ 18 ] |
| 2023  | جوائز موسيقى البوب الآسيوية     | أفضل 20 أغنية              |     | [ 17 ] [ 18 ] |
| 2023  | جائزة إمنيت للموسيقى الآسيوية   | أغنية السنة                |     | [ 19 ]        |
| 2023  | جائزة إمنيت للموسيقى الآسيوية   | أفضل أداء رقص - فرق الذكور |     | [ 19 ]        |
| 2023  | جائزة إمنيت للموسيقى الآسيوية   | أفضل فيديو موسيقي          |     | [ 19 ]        |
| 2023  | جوائز إم تي في للفيديو الموسيقي | أفضل أغنية كيبوب           |     | [ 20 ]        |
| 2024  | جوائز آي هارت راديو الموسيقية   | أغنية السنة - كيبوب        |     | [ 21 ]        |

| البرنامج      | التاريخ       | المصدر |
| ------------- | ------------- | ------ |
| شوو تشامبين   | 7 يونيو 2023  | [ 22 ] |
| شوو تشامبين   | 14 يونيو 2023 | [ 23 ] |
| إم كاونت داون | 8 يونيو 2023  | [ 24 ] |
| إم كاونت داون | 15 يونيو 2023 | [ 24 ] |
| ميوزيك بانك   | 9 يونيو 2023  | [ 25 ] |
| ميوزيك بانك   | 16 يونيو 2023 | [ 26 ] |

## الحقوق
- ستراي كيدز – مغنون

- بانغ تشان – كاتب، ملحن، موزع، آلات، برمجة موسيقية، تعديل رقمي
- تشانغبين – كاتب وملحن
- هان – كاتب وملحن

- تشاي كانغ هاي – ملحن، موزع، آلات، برمجة موسيقية
- RE:START – ملحن، موزع، آلات، برمجة موسيقية، تعديل رقمي
- غو هيجين – تسجيل
- ماني ماروكوين – مكساج
- كريس غالاند – مهندس مكساج

- راميرو فيرنانديز سيون – مساعد مهندس مكساج

- ديف كاتش – ماسترينغ صوتي

## المخططات
|                                                                        | أعلى مركز | االمصدر |
| ---------------------------------------------------------------------- | --------- | ------- |
| كندا (كاناديان هوت 100)                                                | 96        | [ 27 ]  |
| مخطط بيلبورد العالمي 200 (بيلبورد)                                     | 24        | [ 28 ]  |
| اليابان (بيلبورد اليابان هوت 100)                                      | 8         | [ 29 ]  |
| نيوزيلندا (ريكورديد ميوزك إن زيت)                                      | 8         | [ 30 ]  |
| ماليزيا (رابطة صناعة التسجيلات الماليزية)                              | 11        | [ 31 ]  |
| كوريا الجنوبية (مخطط غاون)                                             | 34        | [ 32 ]  |
| المجر (اتحاد شركات التسجيلات المجرية)                                  | 13        | [ 33 ]  |
| سنغافورة (RIAS)                                                        | 9         | [ 34 ]  |
| أستراليا (أريا تشارتس)                                                 | 67        | [ 35 ]  |
| الفيتنام (Vietnam Hot 100)                                             | 59        | [ 36 ]  |
| الولايات المتحدة / مخطط ببلنغ تحت الهوت 100 الأغاني المنفردة (بيلبورد) | 19        | [ 37 ]  |
| الولايات المتحدة / مخطط مبيعات الأغاني الرقمية العالمي (بيلبورد)       | 2         | [ 38 ]  |

| المخطط                     | المركز | المصدر |
| -------------------------- | ------ | ------ |
| كوريا الجنوبية (مخطط غاون) | 51     | [ 39 ] |

| المخطط                                 | المركز | المصدر |
| -------------------------------------- | ------ | ------ |
| كوريا الجنوبية - التنزيلات (مخطط غاون) | 68     | [ 40 ] |

## وصلات خارجية
- الفيديو الموسيقي على يوتيوب
- "إس كلاس" – سبوتيفاي
- "إس كلاس" – آبل ميوزك